# Roba Stanley
Roba Stanley (* 1910 oder 1911 im Gwinnett County, Georgia; † 8. Juni 1986) war eine US-amerikanische Old-Time-Musikerin. Stanley gilt innerhalb der Geschichte der Country-Musik als die erste Sängerin, von der Plattenaufnahmen gemacht wurden.

## Leben

### Kindheit und Jugend
Über Stanleys Geburtsdatum gibt es verschiedenen Angaben. Während Wayne W. Daniel das Jahr 1910 angibt, sprechen andere Quellen von einem exakten Datum, nämlich vom 8. Februar 1911. Stanleys Vater war R.M. „Rob“ Stanley, der 1920 die Georgia State Fiddling Championship gewann. Als Kind lernte Stanley, auf der Gitarre ihres Bruders zu spielen und begleitete kurz danach schon ihren Vater auf lokale Barn Dances.

### Karriere
Die Schallplatten-Karriere der Stanleys fand ihren Anfang durch den Möbelladenbesitzer Polk Brockman, der Kontakte zum Plattenlabel OKeh Records hatte. Im August 1924 hielt Roba Stanley (Gesang/Gitarre), zusammen mit ihrem Vater Rob Stanley (Fiddle/Gesang) und dem befreundeten Musiker William „Bill“ Patterson (Gitarre/Mundharmonika) ihre erste Session in Atlanta ab. Während ihr Vater alleine den Song Nellie Gray einspielte, nahm Roba zusammen mit ihrem Vater das Stück Whoa Mule sowie mit Bill Patterson Devilish Mary und Mister Chicken auf.
Roba Stanley nach verkaufte sich vor allem Devilish Mary auf dem lokalen Plattenmarkt ausgesprochen gut, und im Dezember 1924 kehrte das Trio um Stanley zurück ins Studio, um neue Titel aufzunehmen. Insgesamt wurden drei weitere Titel veröffentlicht – ihre Version des Folk-Songs Frankie and Johnnie, den sie Little Frankie nannte, sowie All Night Long und Railroad Bill.
Stanleys Stimme war im Vergleich zu anderen zeitgenössischen Sängerinnen weitaus tiefer, obwohl sie zum Zeitpunkt der Aufnahmen erst etwa 14 Jahre alt war. Auch ihre Fertigkeiten als Songschreiberin waren außergewöhnlich. Nahezu alle ihrer aufgenommenen Titel waren traditioneller Natur; die Texte waren bereits mehrere hundert Jahre alt und stammten teilweise aus Irland oder Mitteleuropa. Trotzdem fügte sie immer mindestens zwei Verse aus ihrer Feder hinzu, die zum Teil gesellschaftskritisch waren und Bezug zu Stanleys Heimat nahmen, wie beispielsweise in Railroad Bill:
Exemplarisch für die Kritiken an den sozialen und gesellschaftlichen Bedingungen ist auch der Satz „and no man shall control me“ aus dem Stück Single Life.
Stanley machte zusammen mit Bill Patterson und ihrem Vater in den Jahren 1924 und 1925 einige Auftritte bei WSB, einem Radiosender aus Atlanta. Durch Auftritte, Radiosendungen und Platten wurde sie immer populärer, und sie schien der erste weibliche Star ländlicher Folk- und Old-Time-Musik zu werden. Selbst Henry Whitter, damals ebenfalls einer der erfolgreicheren ländlichen Musiker und Autor des Country-Klassikers Wreck of the Old 97, war von ihr beeindruckt. In einem OKeh-Studio in Winston-Salem, North Carolina, sah er ein Plakat mit Stanleys Bild und schrieb sofort an Stanleys Vater einen Brief, in dem er fragte, ob er nach Dacula kommen und mit dem Stanley Trio spielen könne. Whitters Gründe für diese Anfrage wurden nie geklärt, aber da Rob Stanley immer gerne Musiker in seiner Band empfing, reiste Whitter bald nach Dacula und trat mit den Stanleys auf. Whitter war auch auf Stanleys letzter Session im Jahr 1925 anwesend.
Nach ungefähr zehn Monaten Karriere als Musikerin traf Stanley einen jungen Mann aus Miami, Florida, den sie heiratete. Sie gab ihre Karriere auf und zog nach Florida, wo sie bis Ende der 1970er-Jahre unentdeckt lebte. Während in den 1960er-Jahren viele der frühen ländlichen Musiker durch Historiker und Fachmagazine aufgespürt werden konnten, war dies bei Stanley nicht der Fall. Sie wurde sogar für tot gehalten, bis der Musikjournalist Charles K. Wolfe sie in Gainesville, Florida, entdeckte und interviewte. 1984 war sie zu Gast in der Grand Ole Opry in Nashville, Tennessee, der erfolgreichsten Country-Show des Landes.
Roba Stanley starb 1986.

## Diskografie
| Jahr         | Titel                             | #     | Anmerkungen                      |
| ------------ | --------------------------------- | ----- | -------------------------------- |
| OKeh Records |                                   |       |                                  |
| 1924         | Devilish Mary / Mister Chicken    | 40213 | mit Bill Patterson               |
|              | All Night Long / Railroad Bill    | 40295 | mit Rob Stanley & Bill Patterson |
| 1925         | Single Life / Little Frankie      | 40436 | B-Seite mit Bill Patterson       |
|              | Old Maid Blues / The Kicking Mule | 45036 | B-Seite von Ernest Stoneman      |